# Віялохвості птахи
Віялохвості птахи (Neornithes) — підклас птахів, що включає всіх сучасних птахів, їхнього спільного предка та всіх його нащадків. У представників підкласу скорочений хвостовий відділ хребта і останні хребці злиті в спеціальну кісточку — пігостиль, до якої віялом прикріплюються стернові пера. У дзьобі немає зубів. Майже всі види вміють літати, за винятком безкілевих, пінгвінів та деяких ендемічних видів. Унікальна дихальна система пристосована до польоту.

## Класифікація
Підклас розділяється на 2 інфракласи, які об'єднують 40 сучасних і не менше 3 вимерлих рядів птахів:
- Інфраклас Безкілеві (Palaeognathae)
  - † Ряд Remiornithiformes
  - Ряд Казуароподібні (Casuariiformes)
  - Ряд Ківіподібні (Apterygiformes)
  - †? Ряд Літорнітоподібні (Lithornithiformes)
  - † Ряд Моаподібні (Dinornithiformes)
  - Ряд Нандуподібні (Rheiformes)
  - Ряд Страусоподібні (Struthioniformes)
  - Ряд Тинамуподібні (Tinamiformes)
  - † Ряд Епіорнісоподібні (Aepyornithiformes)
- Інфраклас Кілегруді (Neognathae)
  - Клада Galloanserae
    - Ряд Гусеподібні (Anseriformes)
    - Ряд Куроподібні (Galliformes)

  - Клада Neoaves
    - Ряд Лелекоподібні (Ciconiiformes)
    - Ряд Буревісникоподібні (Procellariiformes)
    - Ряд Горобцеподібні (Passeriformes)
    - Ряд Гагароподібні (Gaviiformes)
    - Ряд Гоациноподібні (Opisthocomiformes)
    - Ряд Голубоподібні (Columbiformes)
    - Ряд Дрохвоподібні (Otidiformes)
    - Ряд Дятлоподібні (Piciformes)
    - Ряд Журавлеподібні (Gruiformes)
    - Ряд Каріамоподібні (Cariamiformes)
    - Ряд Дрімлюгоподібні (Caprimulgiformes)
    - Ряд Зозулеподібні (Cuculiformes)
    - Ряд Мезітоподібні (Mesitornithiformes)
    - Ряд Пеліканоподібні (Pelecaniformes)
    - Ряд Пінгвіноподібні (Sphenisciformes)
    - Ряд Пірникозоподібні (Podicipediformes)
    - Ряд Папугоподібні (Psittaciformes)
    - Ряд Птахи-миші (Coliiformes)
    - Ряд Одудоподібні (Upupiiformes)
    - Ряд Сиворакшоподібні (Coraciiformes)
    - Ряд Сивкоподібні (Charadriiformes)
    - Ряд Рябкоподібні (Pterocliformes)
    - Ряд Совоподібні (Strigiformes)
    - Ряд Соколоподібні (Falconiformes)
    - Ряд Тіганоподібні (Eurypygiformes)
    - Ряд Серпокрильцеподібні (Apodiformes)
    - Ряд Трогоноподібні (Trogoniformes)
    - Ряд Туракоподібні (Musophagiformes)
    - Ряд Фаетоноподібні (Phaethontiformes)
    - Ряд Фламінгоподібні (Phoenicopteriformes)
    - Ряд Яструбоподібні (Accipitriformes)

## Філогенія
Спрощена філогенетична кладограма сучасних птахів згідно з Chiappe, 2007:

Інша кладограма згідно з Hackett et al. (2008).

|  | Anseriformes                  |
|  |                               |
|  | \| \| Galliformes \| \| \| \| |
|  |                               |
|  | Galliformes                   |
|  |                               |

|  | Galliformes |
|  |             |

|  | Anseriformes                  |
|  |                               |
|  | \| \| Galliformes \| \| \| \| |
|  |                               |
|  | Galliformes                   |
|  |                               |

|  | Galliformes |
|  |             |

|  | Anseriformes                  |
|  |                               |
|  | \| \| Galliformes \| \| \| \| |
|  |                               |
|  | Galliformes                   |
|  |                               |

|  | Galliformes |
|  |             |

|  | Anseriformes                  |
|  |                               |
|  | \| \| Galliformes \| \| \| \| |
|  |                               |
|  | Galliformes                   |
|  |                               |

|  | Galliformes |
|  |             |